# Quindén Bajo
Quindén Bajo es una localidad y capital de Centro Poblado con el mismo nombre, de la provincia de San Miguel, según Resolución Municipal Provincial N°006-1985, de fecha 14 de junio de 1985, se crea con 15 caseríos como Marampampa, Ambudú, Platanar, Terlén, la Bomba, El Pongo y Pampa Larga (que distritalmente pertenecen al Unión Agua Blanca), La Mascota, El Guayo, Lic Lic y Llontos (al distrito El Prado), Quindén Bajo, Monte Alegre, Miraflores y Tanón al distrito de San Miguel, todos pertenecientes a la Provincia de San Miguel, departamento de Cajamarca (Perú). Oficialmente pertenece al distrito nominal de la provincia de San Miguel; sin embargo, el distrito de El Prado lo reclama como parte de su territorio, el cual por esa división territorial entre tres distritos se tiene graves problemas en su Administración Municipal que está olvidada por los tres distritos. Hay además un lugar denominado Quindén Alto.  
El nombre «Quindén» deriva de la presencia elevada de picaflores, que en épocas pasadas habrían abundado en la zona; el nombre local del colibrí es «quinde».
Quindén Bajo está ubicado a orillas del Río Jequetepeque y de su afluente el Río Payac, a la altura del Kilómetro 67 de la carretera de penetración Ciudad de Dios - Cajamarca. Está a una altitud de 600 m s. n. m., y goza de un clima cálido durante todo el año, con presencia mínima de lluvias en los meses de verano y cuando se da el fenómeno de El Niño. 
La mayor parte de su población se dedica al comercio y a la agricultura, sobre todo a la producción de arroz y de frutales como el mango, que a decir de los visitantes son de muy buena calidad.
- Datos: Q6095005